# Фаиза Аль-Харафи
Фаиза Мохаммед Аль-Харафи (араб. فايزة الخرافي‎, Fāyzah al-Kharāfī; род. 1946, Эль-Кувейт) — кувейтский химик и преподаватель. Президент Кувейтского университета (1993—2002), первая женщина, возглавившая крупный университет на Ближнем Востоке. Член Всемирной академии наук (TWAS) (2004), бывший вице-президент TWAS по арабскому региону.

## Ранняя жизнь и образование
Фаиза Аль-Харафи родилась в богатой семье в Кувейте в 1946 году и с юных лет интересовалась наукой. Она училась в средней школе Аль-Меркаб. Она получила степень бакалавра наук в Университете Айн-Шамс в Каире в 1967 году. Затем она поступила в Кувейтский университет, где во время учёбы в аспирантуре основала лабораторию исследований коррозии и электрохимии. Она получила степень магистра в 1972 году и докторскую степень в 1975 году.

## Карьера
Аль-Харафи работала на кафедре химии Кувейтского университета с 1975 по 1981 год. В 1984 году она стала заведующей кафедрой и занимала должность декана факультета естественных наук с 1986 по 1989 год. В 1987 году она стала профессором химии Кувейтского университета. 5 июля 1993 года эмир Джабер аль-Ахмед ас-Сабах издал указ о назначении аль-Харафи ректором университета, и она стала первой женщиной, возглавившей крупный университет на Ближнем Востоке. Аль-Харафи помогла восстановить Кувейтский университет после войны в Персидском заливе, закончившейся в 1991 году. Она возглавляла университет с 1993 по 2002 год, где курировала 1500 штатных сотрудников, более 5000 занятых (включая внештатных сотрудников, технический и вспомогательный персонал) и более 20 000 студентов.
Аль-Харафи продемонстрировала свою приверженность исследованиям в Кувейте. В 1986 году Аль-Харафи и её коллеги исследовали и сравнили богатое развитие кувейтских научных исследований с другими странами третьего мира. В своей публикации Аль-Харафи смогла продемонстрировать способность высших учебных заведений Кувейта участвовать в соответствующих научных исследованиях.
Аль-Харафи изучала влияние коррозии на системы охлаждения двигателей, установки для перегонки сырой нефти, высокотемпературные геотермальные рассолы и водопроводную воду. Она также изучала коррозию в загрязненной воде и коррозию металлов, вызванную загрязнением. Как электрохимик, она изучала электрохимическое поведение металлов и металлических сплавов, включая алюминий, медь, платину, ниобий, ванадий, кадмий, латунь, кобальт и низкоуглеродистую сталь. Она участвовала в открытии класса катализаторов на основе молибдена, улучшающих октановое число бензина без побочных продуктов бензола.
Она вошла в состав Совета Университета ООН в 1998 году. После принятия избирательного права для женщин в Кувейте в 2005 году Аль-Харафи сказала: «Когда у нас есть политические права, мы можем выражать свое мнение и голосовать за нужного человека… Это даёт нам возможность выразить наши идеи». В 2006 году она помогла основать Американскую двуязычную школу в Кувейте. Она является вице-президентом Всемирной академии наук. Она работает во многих советах директоров, в том числе в Кувейтском фонде развития науки, Алькабасе, Кувейтско-MIT-центре природных ресурсов и окружающей среды.

## Награды и почести
Журнал Forbes назвал её одной из «100 самых влиятельных женщин на Ближнем Востоке, за которыми стоит следить» в 2005 году. В 2006 году она получила Кувейтскую премию в области прикладных наук. В 2008 году Совет по связям с Персидским заливом назвал её женщиной года в Персидском заливе. В 2011 году она была удостоена Премии L’Oréal — ЮНЕСКО «Для женщин в науке» за свою работу в области коррозии.

## Личная жизнь
Аль-Харафи замужем за Али Мохаммедом Танианом Аль-Ганимом, у них пятеро сыновей и десять внуков. Из её сыновей Марзук аль-Ганим был спикером Национального собрания Кувейта. Лето она проводит на Женевском озере в Швейцарии. Её братья — покойные Джасем Аль-Харафи, бывший спикер Национальной ассамблеи Кувейта, Нассер Аль-Харафи и Фавзи Аль-Харафи. Она имеет долю в семейной кампании «M. A. Kharafi & Sons».

## Работы
- Al-Kharafi, Faiza. Al Saratan Aw Al Khelyat Al Moutamarida :  [англ.]. — 1983.
- Al-Kharafi, Faiza. Al Hareb Al Kimaeya :  [англ.]. — 1986.
- Abdullah, Aboubakr M.; Al-Kharafi, Faiza M.; Ateya, Badr G. (May 2006). Intergranular corrosion of copper in the presence of benzotriazole. Scripta Materialia (англ.). 54 (9): 1673–1677. doi:10.1016/j.scriptamat.2006.01.014.
- Makhseed, Saad; Al-Kharafi, Faiza; Samuel, Jacob; Ateya, Badr (25 апреля 2009). Catalytic oxidation of sulphide ions using a novel microporous cobalt phthalocyanine network polymer in aqueous solution. Catalysis Communications (англ.). 10 (9): 1284–1287. doi:10.1016/j.catcom.2009.01.034.